# مورچه‌مرغ نواره‌دار
مورچه‌مرغ نواره‌دار (نام علمی: Drymophila devillei) نام یک گونه از سرده درختچه‌دوست‌ها است.